# Bao thanh toán
Bao thanh toán là một nghiệp vụ tài chính, theo đó một doanh nghiệp bán các khoản phải thu của nó (ví dụ, các hóa đơn) cho một bên thứ ba (gọi là người bao thanh toán) với một chiết khấu.
Trong bao thanh toán "ứng trước", người bao thanh toán cung cấp tài chính cho người bán các khoản phải thu trong hình thức của một tiền mặt "ứng trước," thường 70-85% so với giá mua của các khoản, với số dư của giá mua đã được trả tiền, ròng phí chiết khấu của người bao thanh toán (hoa hồng) và các tính phí khác, khi thu thập từ khách hàng của tài khoản. Trong bao thanh toán "trưởng thành", người bao thanh toán không ứng trước trên các tài khoản đã mua; đúng hơn, giá mua được thanh toán vào hoặc vào khoảng thời gian đáo hạn trung bình của các tài khoản được mua trong cả loạt.

## Bao thanh toán không phải là gì?
Bao thanh toán không truy đòi không phải là một khoản vay. Một người cho vay quyết định cấp tín dụng cho một công ty dựa trên tài sản, lưu chuyển tiền tệ và lịch sử tín dụng. Một người bao thanh toán quan tâm nhiều hơn với tín dụng xứng đáng của các khách hàng của công ty. Nghiệp vụ bao thanh toán thường được cấu trúc như một mua một  tài sản tài chính, cụ thể là các khoản phải thu. Một bao thanh toán không truy đòi giả định "rủi ro tín dụng" mà một tài khoản sẽ không thu được chỉ do không có khả năng tài chính của con nợ tài khoản phải trả. Tuy nhiên, tại Hoa Kỳ, nếu bao thanh toán không chịu rủi ro tín dụng trong các tài khoản đã mua, trong hầu hết trường hợp tòa án sẽ xếp loại lại nghiệp vụ này như một cho vay bảo đảm.
Nó khác với forfaiting theo nghĩa forfaiting là một hoạt động dựa trên nghiệp vụ liên quan đến các nhà xuất khẩu, trong đó hãng  bán một trong các nghiệp vụ của nó,  trong khi bao thanh toán là một nghiệp vụ tài chính liên quan tới việc bán một phần các khoản phải thu của hãng này.
Bao thanh toán là một từ thường bị lạm dụng đồng nghĩa với chiết khấu hóa đơn, được gọi là "chuyển nhượng các khoản phải thu" trong Kế toán Mỹ ("Những nguyên tắc kế toán được chấp nhận chung"/ "GAAP" được nhân giống bởi FASB) - bao thanh toán là việc bán các khoản phải thu, trong khi chiết khấu hóa đơn là việc vay khi mà khoản phải thu được sử dụng làm tài sản thế chấp. Tuy nhiên, trong một số thị trường khác, chẳng hạn như Vương quốc Anh, chiết khấu hóa đơn được coi là một hình thức bao thanh toán liên quan đến việc chuyển nhượng các khoản phải thu và được bao gồm trong thống kê bao thanh toán chính thức. Do đó nó không được coi là vay ở Anh. Ở Anh sắp xếp thường được giữ bí mật trong đó con nợ không được thông báo về việc chuyển nhượng khoản phải thu và người bán khoản phải thu tiến hành thu nợ thay cho người bao thanh toán. Tại Anh, khác biệt chính giữa bao thanh toán và chiết khấu hóa đơn là tính bí mật.

## Bao thanh toán làm việc như thế nào
Ba bên liên quan trực tiếp là: người bán khoản phải thu, con nợ (con nợ tài khoản, hoặc khách hàng của người bán), và bao thanh toán. Khoản phải thu bản chất là một  tài sản tài chính liên quan đến trách nhiệm nợ của con nợ trả tiền nợ cho người bán (thường là cho công việc đã thực hiện hoặc hàng hoá bán ra). Người bán sau đó bán một hoặc nhiều hoá đơn của nó (các khoản phải thu) với giá giảm cho bên thứ ba, tổ chức tài chính chuyên biệt (còn gọi là người bao thanh toán), thường là, trong bao thanh toán ứng trước, để có được tiền mặt.
Việc bán các khoản phải thu về cơ bản chuyển quyền sở hữu của các khoản phải thu cho người bao thanh toán, bằng cách chỉ định người bao thanh toán có được tất cả các quyền liên quan đến các khoản phải thu. Theo đó, người bao thanh toán có được quyền nhận các khoản thanh toán của con nợ với số tiền hóa đơn và, trong bao thanh toán miễn truy đòi, phải chịu những tổn thất nếu con nợ tài khoản không trả số tiền hóa đơn chỉ do mình hoặc không có khả năng tài chính để trả tiền. Thông thường, các con nợ tài khoản được thông báo về việc bán khoản phải thu, và người bao thanh toán khởi kiện con nợ và làm tất cả các thu thập, tuy nhiên, bao thanh toán không thông báo, khi mà khách hàng (người bán) thu thập các khoản bán cho người bao thanh toán, như là đại lý của người bao thanh toán, cũng xảy ra.
Có ba phần chính đối với nghiệp vụ bao thanh toán "ứng trước"; (a) ứng trước, một tỷ lệ phần trăm của mệnh giá hóa đơn được thanh toán cho bên bán tại thời điểm bán, (b) dự trữ, phần còn lại của giá mua được giữ cho đến khi thanh toán bởi con nợ tài khoản được thực hiện và (c) phí chiết khấu, chi phí liên quan đến nghiệp vụ được trích từ dự trữ, cùng với các chi phí khác, khi thu thập, trước khi dự trữ được giải ngân cho khách hàng của bao thanh toán. Đôi khi bao thanh toán tính phí người bán ("khách hàng" của bao thanh toán) cả một phí chiết khấu, cho giả thiết của bao thanh toán về rủi ro tín dụng và các dịch vụ khác được cung cấp, cũng như tiền lãi trên ứng trước của bao thanh toán, căn cứ vào thời gian ứng trước, thường được coi như một cho vay (được hoàn trả bằng set-off với nghĩa vụ mua của bao thanh toán, khi tài khoản được thu thập), là đáng chú ý.
 Bao thanh toán cũng ước tính số tiền mà có thể không được thu thập do không thanh toán, và tính toán điều này trong giá cả, khi xác định giá mua phải trả cho người bán. Lợi nhuận tổng thể của bao thanh toán là sự khác biệt giữa giá nó trả tiền cho hóa đơn và số tiền nhận được từ con nợ, trừ đi số tiền bị mất do không thanh toán.

## Xử lý theo GAAP
Tại Hoa Kỳ, dưới các nguyên tắc kế toán được chấp nhận chung các khoản phải thu được coi là đã bán, theo Tuyên bố các chuẩn mực kế toán tài chính số 140, khi người mua "không truy đòi". Hơn nữa, để xử lý các nghiệp vụ như một bán hàng theo GAAP, trách nhiệm nợ tiền  của người bán dưới bất kỳ điều khoản "truy đòi" nào phải được dễ dàng ước tính tại thời điểm bán hàng. Nếu không, nghiệp vụ tài chính được coi là một cho vay, với các khoản phải thu được sử dụng như tài sản thế chấp.

## Lịch sử
Nguồn gốc của bao thanh toán nằm trong tài trợ thương mại, đặc biệt là thương mại quốc tế. Người ta nói rằng bao thanh toán bắt nguồn từ văn hóa Lưỡng Hà cổ đại, với các quy tắc của bao thanh toán được bảo vệ trong Quy phạm luật pháp của Hammurabi.
Bao thanh toán như một thực tế của cuộc sống kinh doanh được tiến hành trong nước Anh trước năm 1400, và nó đã đến Mỹ với người hành hương, khoảng năm 1620. Nó xuất hiện để có liên quan chặt chẽ đến các hoạt động ngân hàng bán buôn ban đầu. Tuy nhiên sau này tiến hóa bằng cách mở rộng tới tài chính phi thương mại liên quan như nợ có chủ quyền. Như tất cả các công cụ tài chính, bao thanh toán đã tiến hóa qua nhiều thế kỷ. Điều này đã được thúc đẩy bởi những thay đổi trong tổ chức của các công ty, công nghệ, đặc biệt là du hành đường không và các công nghệ truyền thông không đối mặt bắt đầu với điện báo, tiếp theo là điện thoại và sau đó máy tính. Những điều này cũng thúc đẩy và được thúc đẩy bởi những biến đổi của khuôn khổ pháp luật phổ biến ở Anh và Hoa Kỳ.
Các chính phủ là người đến trễ để tạo thuận lợi cho thương mại được tài trợ bởi bao thanh toán. Thông luật Anh ban đầu cho rằng trừ khi con nợ đã được thông báo, sự chuyển nhượng giữa người bán hoá đơn và người bao thanh toán là không hợp lệ. Điều chỉnh pháp luật Chính phủ Liên bang Canada sự chuyển nhượng của tiền được sở hữu bởi nó vẫn phản ánh lập trường này cũng như pháp luật của chính quyền tỉnh theo mô hình của nó. Mãi đến cuối thế kỷ hiện tại các tòa án đã nghe các lập luận rằng không có thông báo của con nợ sự chuyển nhượng đã là không hợp lệ. Tại Hoa Kỳ, năm 1949 phần lớn các chính quyền tiểu bang đã thông qua một quy tắc mà con nợ không phải được thông báo, như vậy mở ra khả năng sắp xếp bao thanh toán không thông báo.
Ban đầu ngành công nghiệp đã chiếm hữu thực tế hàng hóa, cung cấp tiền mặt ứng trước cho nhà sản xuất, tài trợ tín dụng mở rộng tới người mua và bảo hiểm sức mạnh tín dụng của người mua. Ở Anh kiểm soát thương mại do đó thu được kết quả trong một Đạo luật của Quốc hội vào năm 1696 để giảm thiểu các thế lực độc quyền trong những người bao thanh toán. Với sự phát triển của các doanh nghiệp lớn đã xây dựng lực lượng bán hàng của riêng mình, các kênh phân phối, và hiểu biết về sức mạnh tài chính của khách hàng của họ, nhu cầu cho các dịch vụ bao thanh toán đã được định hình lại và ngành công nghiệp và trở thành chuyên biệt hơn.
Đến thế kỷ XX ở Hoa Kỳ bao thanh toán vẫn là hình thức chủ yếu để tài trợ vốn lưu động cho tốc độ tăng trưởng cao sau đó của công nghiệp dệt may. Trong ngành này bao thanh toán xảy ra bởi vì cấu trúc của hệ thống ngân hàng Mỹ với vô số các ngân hàng nhỏ và các hạn chế hậu quả trên số tiền mà có thể được tạm ứng một cách thận trọng bởi bất kỳ một ngân hàng nào trong số họ cho một công ty. Ở Canada, với các ngân hàng quốc gia của nó những hạn chế là ít hạn chế và do đó bao thanh toán đã không phát triển rộng rãi như ở Mỹ. Dù sao thì sau đó bao thanh toán cũng đã trở thành hình thức thống trị của tài chính trong công nghiệp dệt may Canada.

## Bao thanh toán hiện đại
Lý do bao thanh toán ngày nay vẫn còn bao gồm nhiệm vụ tài chính của việc ứng trước các quỹ cho các công ty nhỏ phát triển nhanh chóng bán cho các tổ chức có uy tín tín dụng lớn hơn. Trong khi hầu như không chiếm hữu của hàng bán, những người bao thanh toán cung cấp các kết hợp khác nhau của tiền bạc và dịch vụ hỗ trợ khi ứng trước các quỹ.
Những người bao thanh toán thường cung cấp cho khách hàng của họ bốn dịch vụ chính: thông tin về độ tin cậy tín dụng của khách hàng tiềm năng của họ trong nước và quốc tế, và, trong bao thanh toán miễn truy đòi, chấp nhận rủi ro tín dụng cho các tài khoản "đã được chấp thuận"; giữ được lịch sử thanh toán của khách hàng (ví dụ, sổ kế toán các khoản phải thu); báo cáo quản lý hàng ngày trên các khoản thu; và, làm các cuộc gọi thực thu. Chức năng tín dụng bên ngoài mở rộng thị trường địa chỉ hiệu quả các công ty nhỏ và bảo vệ nó khỏi tác động phá hoại đe dọa sự sống còn của một phá sản hoặc khó khăn tài chính của một khách hàng lớn. Một dịch vụ quan trọng thứ hai là hoạt động của các chức năng các tài khoản phải thu. Dịch vụ này loại bỏ sự cần thiết và chi phí cho đội ngũ nhân viên có tay nghề cao thường xuyên được thấy trong các công ty lớn. Mặc dù ngày nay thậm chí họ đang outsourcing các chức năng văn phòng phía sau như vậy. Quan trọng hơn, các dịch vụ này bảo hiểm cho các doanh nhân và người chủ chống lại một nguồn chính của một cuộc khủng hoảng thanh khoản và vốn chủ sở hữu của họ.
Trong nửa sau của thế kỷ XX sự ra đời của máy tính giảm bớt gánh nặng kế toán của các bao thanh toán và sau đó các công ty nhỏ. Điều này cũng xảy ra đối với khả năng của họ để có được thông tin về mức độ tín nhiệm nợ của con nợ. Giới thiệu của Internet và các trang web đã tăng tốc quá trình này trong khi giảm chi phí. Thông tin tín dụng và bảo hiểm ngày nay có sẵn bất cứ lúc nào trong ngày hay đêm trên mạng. Trang web cũng đã làm cho nó có thể đối với các bao thanh toán và khách hàng của họ để cộng tác trong thời gian thực trên các thu thập. Chấp nhận các văn bản ký kết cung cấp bằng fax như là ràng buộc pháp lý đã loại bỏ sự cần thiết phải bàn giao các "bản gốc" vật lý, do đó làm giảm sự chậm trễ thời gian cho các doanh nhân.
Với những tiến bộ trong công nghệ này, các nhà cung cấp dịch vụ bao thanh toán hóa đơn thường thích ứng với một ngành công nghiệp cụ thể. Điều này thường ảnh hưởng đến các dịch vụ khác được cung cấp bởi bao thanh toán để thích ứng tốt nhất dịch vụ bao thanh toán cho các nhu cầu của doanh nghiệp. Một ví dụ về điều này bao gồm một bao thanh toán chuyên gia tuyển mộ cung cấp bảng lương và hỗ trợ văn phòng phía sau với điều kiện bao thanh toán; một bao thanh toán phân phối/bán buôn có thể không cung cấp dịch vụ bổ sung này. Những khác biệt này có thể ảnh hưởng đến chi phí của điều kiện, cách tiếp cận bao thanh toán sử dụng khi thu thập tín dụng, các dịch vụ hành chính trong điều kiện và kích cỡ tối đa hoá đơn có thể được bao thanh toán.
Đến thập niên đầu của thế kỷ hai mươi mốt một lý do chính sách công cơ bản cho bao thanh toán vẫn là sản phẩm rất phù hợp cho các nhu cầu của các công ty phát triển nhanh chóng cải tiến có ý nghĩa quan trọng đối với tăng trưởng kinh tế. Một lý do chính sách công thứ hai là cho phép kinh doanh tốt về cơ bản được miễn các thử nghiệm mất thời gian và quản lý tốn kém cùng các đau khổ của bảo hộ phá sản cho các nhà cung cấp, nhân viên và khách hàng hoặc để cung cấp một nguồn kinh phí trong quá trình tái cơ cấu công ty để nó có thể tồn tại và phát triển.

## Cơ sở hợp lý cho việc sử dụng bao thanh toán
Bao thanh toán là một phương pháp được sử dụng bởi một số công ty để có được tiền mặt. Một số công ty bao thanh toán các tài khoản khi số dư tiền mặt có sẵn do công ty nắm giữ không đủ đáp ứng các nghĩa vụ hiện tại và đáp ứng các nhu cầu tiền mặt khác của nó, chẳng hạn như đơn đặt hàng hoặc hợp đồng mới; tuy nhiên, trong các ngành công nghiệp khác, chẳng hạn như hàng dệt may hoặc may mặc, ví dụ, các công ty có tài chính lành mạnh bao thanh toán các tài khoản của họ đơn giản chỉ vì đây là phương pháp tài chính có tính lịch sử. Việc sử dụng bao thanh toán để có được tiền mặt cần thiết đáp ứng nhu cầu tiền mặt ngay lập tức của một công ty sẽ cho phép công ty duy trì một số dư tiền mặt hoạt động nhỏ hơn. Bằng cách giảm kích thước của số dư tiền mặt của nó, nhiều tiền hơn được làm sẵn có cho đầu tư phát triển của công ty.
Bao thanh toán nợ cũng được sử dụng như một công cụ tài chính để cung cấp kiểm soát dòng tiền tốt hơn đặc biệt là nếu một công ty hiện đang có rất nhiều các khoản phải thu với các điều khoản tín dụng khác nhau để quản lý. Một công ty bán các hóa đơn của mình với giá giảm đến mệnh giá của chúng khi công ty tính toán rằng nó sẽ được tốt hơn bằng cách sử dụng tiền thu được để thúc đẩy tăng trưởng của chính mình hơn là bằng hiệu quả hoạt động của nó như "ngân hàng của khách hàng." Theo đó, bao thanh toán xảy ra khi tỉ lệ thu hồi vốn trên số tiền đầu tư vào sản xuất vượt quá các chi phí liên quan đến việc bao thanh toán các khoản phải thu. Vì vậy, sự đánh đổi giữa thu hồi vốn của công ty có được trong đầu tư sản xuất và chi phí của việc sử dụng một bao thanh toán là rất quan trọng trong việc xác định mức độ bao thanh toán được sử dụng và số lượng tiền mặt của công ty nắm giữ trên tay.
Nhiều doanh nghiệp có dòng tiền thay đổi. Nó có thể là tương đối lớn trong một khoảng thời gian này, và tương đối nhỏ trong khoảng thời gian khác. Bởi vì điều này, các doanh nghiệp thấy nó cần thiết để duy trì một sự cân bằng tiền mặt cũng như sử dụng các phương pháp như bao thanh toán, để giúp họ có thể bao gồm nhu cầu tiền mặt ngắn hạn của họ trong những giai đoạn mà trong đó các nhu cầu vượt quá lưu lượng tiền mặt. Sau đó mỗi doanh nghiệp phải quyết định nó muốn phụ thuộc bao nhiêu vào bao thanh toán để trang trải các dòng thác tiền mặt ngắn, số dư tiền mặt lớn thế nào nó muốn duy trì để đảm bảo nó có đủ tiền mặt trên tay trong các thời kỳ dòng tiền thấp.
Nói chung, sự thay đổi trong dòng tiền sẽ quyết định kích thước của số dư tiền mặt một doanh nghiệp sẽ có xu hướng giữ cũng như mức độ nó có thể phải phụ thuộc vào các cơ chế tài chính như bao thanh toán. Biến đổi dòng tiền liên quan trực tiếp đến 2 yếu tố:
1. Mức độ dòng tiền có thể thay đổi,
2. Độ dài thời gian dòng tiền có thể duy trì ở mức dưới trung bình.

Nếu dòng tiền có thể giảm mạnh, doanh nghiệp sẽ thấy nó cần một lượng lớn tiền mặt từ hoặc tiền mặt có sẵn hoặc từ một bao thanh toán để trang trải các nghĩa vụ của mình trong thời gian này. Tương tự như vậy, một dòng tiền tương đối thấp có thể kéo dài, tiền mặt cần hơn này là cần thiết từ một nguồn khác (các số dư tiền mặt hoặc một bao thanh toán) để trang trải các nghĩa vụ của mình trong thời gian này. Như đã nêu, doanh nghiệp phải cân đối chi phí cơ hội của việc mất một thu hồi trên tiền mặt mà nếu không thì có thể đầu tư, đối với các chi phí liên quan đến việc sử dụng bao thanh toán.
Số dư tiền mặt một doanh nghiệp nắm giữ bản chất là một nhu cầu tiền giao dịch. Như đã nói, quy mô của số dư tiền mặt  công ty quyết định nắm giữ có liên quan trực tiếp đến sự miễn cưỡng của nó để trả các chi phí cần thiết để sử dụng một bao thanh toán để tài trợ cho các nhu cầu tiền mặt ngắn hạn của nó. Vấn đề phải đối mặt của doanh nghiệp trong việc quyết định kích thước của số dư tiền mặt nó muốn duy trì trên tay tương tự như quyết định nó phải đối mặt khi quyết định bao nhiêu hàng tồn kho cần duy trì. Trong trường hợp này, doanh nghiệp phải cân đối chi phí của việc thu được tiền mặt từ một bao thanh toán so với chi phí cơ hội của việc mất Tỷ suất hoàn vốn nó kiếm được trên đầu tư trong kinh doanh của mình. Giải pháp cho vấn đề này là:
{\displaystyle CB={\sqrt {\frac {i*nCF}{(2*r)}}}}
ở đây
- {\displaystyle CB} là số dư tiền mặt
- {\displaystyle nCF} là dòng tiền âm trung bình trong một thời kỳ đã cho
- {\displaystyle i} là tỷ lệ chiết khấu bao gồm các chi phí bao thanh toán
- {\displaystyle r} là tỷ lệ thu hồi vốn trên các tài sản của công ty.[19]

Định nghĩa khác của Chuỗi bao thanh toán quốc tế:

### Bao thanh toán quốc tế làm việc như thế nào?
Không có gì là phức tạp về bao thanh toán. Nó chỉ đơn giản là một gói độc đáo của các dịch vụ được thiết kế để giảm bớt các vấn đề truyền thống của bán hàng trên tài khoản mở. Các dịch vụ điển hình bao gồm điều tra mức độ tin cậy của người mua, giả định rủi ro tín dụng và cho bảo vệ 100% chống lại các write-off, thu thập và quản lý các khoản phải thu và cung cấp tài chính thông qua các ứng trước tiền mặt ngay lập tức đối với thu hồi nợ.
Khi bao thanh toán xuất khẩu được thực hiện bởi các thành viên của FCI, dịch vụ liên quan đến hoạt động năm hoặc sáu giai đoạn.
- Nhà xuất khẩu ký một hợp đồng bao thanh toán giao tất cả các khoản phải thu đã đồng ý cho một người bao thanh toán xuất khẩu. Người bao thanh toán này sau đó trở thành chịu trách nhiệm về tất cả các khía cạnh của hoạt động bao thanh toán.
- Người bao thanh toán xuất khẩu lựa chọn một thông tin viên FCI để phục vụ như một người bao thanh toán nhập khẩu tại quốc gia nơi hàng hoá được vận chuyển. Các khoản phải thu này sau đó được điều động đến người bao thanh toán nhập khẩu.
- Đồng thời, người bao thanh toán nhập khẩu điều tra tình hình tín dụng của người mua hàng hóa của nước xuất khẩu và thiết lập đường dây tín dụng. Điều này cho phép người mua đặt hàng theo các điều kiện mở tài khoản mà không cần mở thư tín dụng.
- Sau khi hàng hóa đã được vận chuyển, người bao thanh toán xuất khẩu có thể tăng lên đến 80% giá trị hóa đơn cho nhà xuất khẩu.
- Sau khi bán đã diễn ra, người bao thanh toán nhập khẩu thu thập các giá trị hóa đơn đầy đủ khi đến hạn và chịu trách nhiệm cho việc truyền tải nhanh chóng của kinh phí cho người bao thanh toán xuất khẩu những người sau đó trả tiền cho nhà xuất khẩu số tiền nợ.
- Nếu sau 90 ngày qua ngày do một hóa đơn đã được phê duyệt vẫn chưa thanh toán, người bao thanh toán nhập khẩu sẽ chi trả 100% giá trị hóa đơn bảo lãnh.

Không chỉ là từng giai đoạn được thiết kế để đảm bảo các bán hàng xuất khẩu phi rủi ro, nó cho phép các nhà xuất khẩu cung cấp các điều khoản hấp dẫn hơn cho các khách hàng ở nước ngoài. Cả nhà xuất khẩu và khách hàng cùng được hưởng lợi bằng cách chi tiêu ít thời gian và tiền bạc nhất trong quản lý và tài liệu.
Trong mọi trường hợp, các nhà xuất khẩu được đảm bảo giải quyết tốt nhất ở mỗi quốc gia. Điều này là do các người bao thanh toán xuất khẩu không bao giờ chỉ định một người bao thanh toán nhập khẩu chỉ vì công ty là thành viên hội viên của FCI. Người bao thanh toán nhập khẩu được mời để cạnh tranh cho kinh doanh và những người với các dịch vụ cao cấp được lựa chọn.
Trong một số trường hợp, các thành viên FCI xử lý kinh doanh của khách hàng của họ mà không cần đến một người bao thanh toán khác. Điều này đang trở thành phổ biến hơn trong Liên minh châu Âu, nơi biên giới quốc gia đang dần biến mất. Tuy nhiên các thành viên của FCI tiến hành kinh doanh của họ, một điều vẫn nhất định. Mục đích của họ là làm cho việc bán hàng trong thế giới phức tạp của trao đổi quốc tế dễ dàng đối với khách hàng của họ cũng như giao dịch với các khách hàng địa phương.

## Những người chi trả hóa đơn (các con nợ)
Các công ty và các tổ chức lớn như các chính phủ thường có các quy trình chuyên môn để đối phó với một khía cạnh của bao thanh toán, chuyển hướng thanh toán đến các người bao thanh toán sau khi nhận được thông báo của bên thứ ba (ví dụ, người bao thanh toán) người mà họ sẽ thực hiện thanh toán. Nhiều nhưng không phải tất cả các tổ chức như vậy có đủ kiến thức về việc sử dụng bao thanh toán của các doanh nghiệp nhỏ và phân biệt rõ ràng giữa việc sử dụng của nó bởi các công ty phát triển nhanh chóng nhỏ và các vòng quay.
Phân biệt giữa chuyển nhượng trách nhiệm thực hiện công việc và chuyển nhượng các quỹ tới người bao thanh toán là trung tâm các quá trình của khách hàng/con nợ. Các công ty đã mua từ một nhà cung cấp cho một lý do và do đó nhấn mạnh vào mà công ty thực hiện cam kết công việc. Tuy nhiên, một khi công việc đã được thực hiện nó là một vấn đề của sự thờ ơ của những người được trả. Ví dụ: General Electric có các quy trình rõ ràng phải theo phân biệt giữa các nhạy cảm công việc và nhạy cảm thanh toán. Các hợp đồng trực tiếp với Chính phủ Hoa Kỳ yêu cầu một Assignment of Claims đó là một sửa đổi hợp đồng cho phép thanh toán cho các bên thứ ba (những người bao thanh toán).

## Bao thanh toán ngược
Chúng ta có thể thấy là hiện nay có một quá trình phát triển mới: các bao thanh toán ngược, hoặc tài chính chuỗi cung cấp. Nó sử dụng những thế mạnh của quá trình bao thanh toán, nhưng thay vì được bắt đầu bởi nhà cung cấp, đó là người mua tạo ra giải pháp hướng tới một người bao thanh toán. Bằng cách đó, người mua củng cố tài chính của hoá đơn, và nhà cung cấp được một lãi suất tốt hơn.